# Hellingerova–Toeplitzova věta
Hellingerova–Toeplitzova věta je věta ve funkcionální analýze, odvětví matematiky, která říká, že všude definovaný symetrický operátor na Hilbertově prostoru s vnitřním součinem {\displaystyle \langle \cdot |\cdot \rangle } je omezený. Podle definice je operátor A symetrický, pokud pro všechna x, y v definičním oboru operátoru A platí
{\displaystyle \langle Ax|y\rangle =\langle x|Ay\rangle .}
Protože symetrické a všude definované operátory jsou nutně samoadjungované, lze tuto větu formulovat také tak, že všude definovaný samoadjungovaný operátor je omezený. Věta je pojmenovaná podle Ernsta Davida Hellingera a Otto Toeplitze.
Tuto větu můžeme považovat za bezprostřední důsledek věty o uzavřeném grafu, protože samoadjungované operátory jsou uzavřené. Alternativně lze argumentovat Banachovou–Steinhausovou větou. Důkaz věty využívá symetričnosti struktury vnitřního součinu. Klíčový je také fakt, že daný operátor A je všude definovaný (a úplnost Hilbertových prostorů).
Hellingerova–Toeplitzova věta odhaluje určité technické potíže v matematické formulaci kvantové mechaniky. Pozorovatelné v kvantové mechanice odpovídají samoadjungovaným operátorům na nějakém Hilbertově prostoru, ale některé pozorovatelné (např. energie) jsou neomezené. Podle Hellingerovy–Toeplitzovy věty takové operátory nemohou být všude definované (ale mohou být definované na husté množině). Vezměme například kvantový harmonický oscilátor. Jako Hilbertův prostor je použit L2(R), prostor kvadraticky integrovatelných funkcí na R, a operátor energie H je definován vztahem (za předpokladu, že jsou jednotky zvoleny tak, aby ℏ = m = ω = 1)
{\displaystyle [Hf](x)=-{\frac {1}{2}}{\frac {\mathrm {d} ^{2}}{\mathrm {d} x^{2}}}f(x)+{\frac {1}{2}}x^{2}f(x).}
Tento operátor je samoadjungovaný a neomezený (jeho vlastní čísla jsou 1/2, 3/2, 5/2, ...), takže nemůže být definovaný na celém prostoru L2(R).